# 19161 Sakawa
19161 Sakawa è un asteroide della fascia principale. Scoperto nel 1990, presenta un'orbita caratterizzata da un semiasse maggiore pari a 2,2592159 au e da un'eccentricità di 0,1788264, inclinata di 5,96512° rispetto all'eclittica.